# Friedrich Heuer

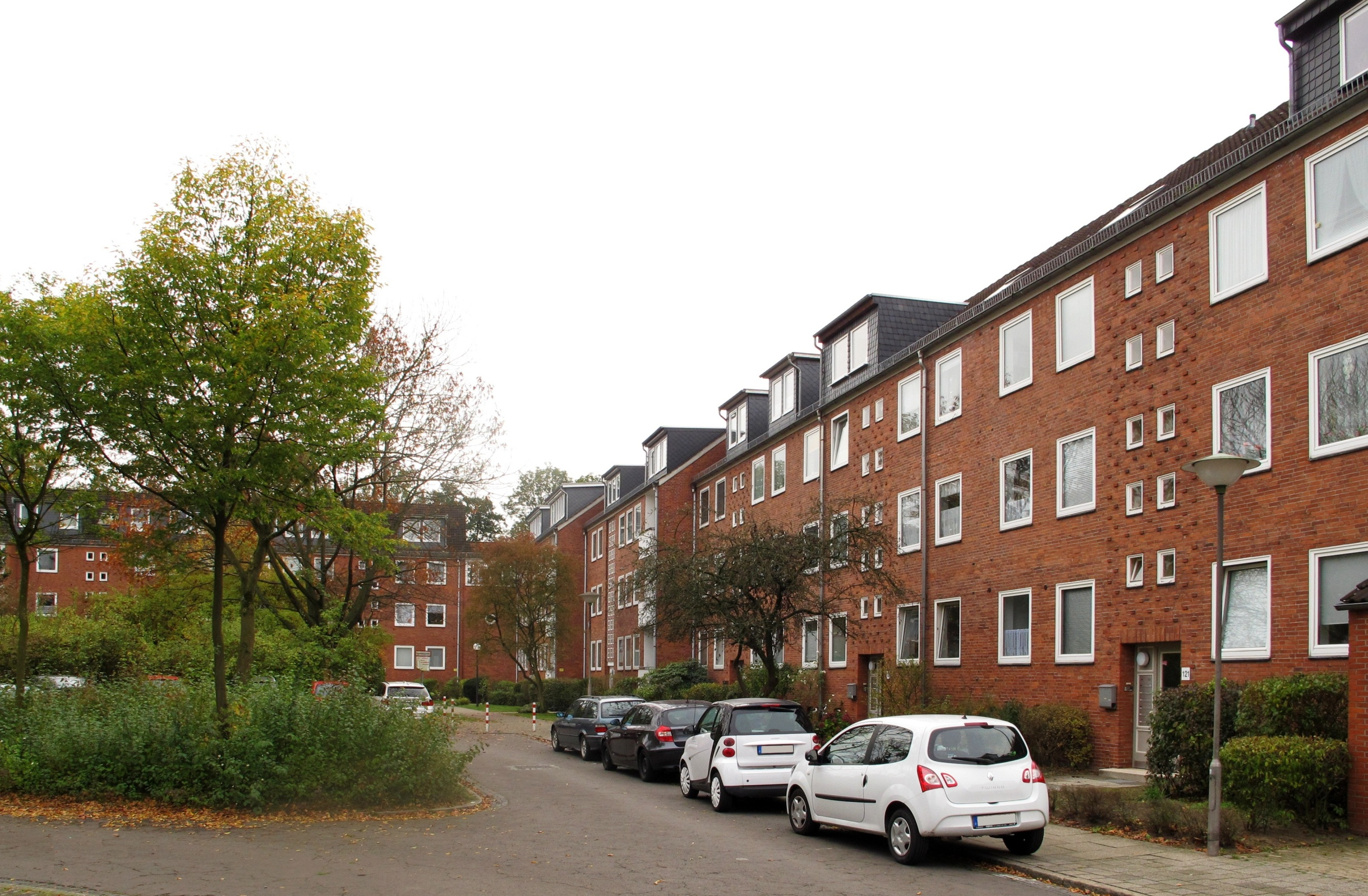
1960: Wohnanlage Sparer-Dank

Friedrich Heuer (* 1897; † 14. Februar 1960 in Bremen) war ein deutscher Architekt.

## Biografie
Heuer studierte in den 1920er Jahren als Schüler von Paul Schmitthenner und Paul Bonatz an der Technischen Hochschule Stuttgart. Er war ein typischer Vertreter der Stuttgarter Schule, die den Historismus verwarf aber in einer konservativ geprägten Bauweise gestaltete.
Von 1935 bis 1940 plante er für die Siedlungs- und Baugenossenschaft Grolland die Vorstadtsiedlung in Bremen-Grolland als ländliche „Heimstätte“ für rund 5000 Einwohner. Die Generalplanung von Heuer wurde beeinflusst von Baurat Wilhelm Wortmann und dem Stadtplaner und Baudirektor Gerd Offenberg. Die Eigenheime und Kleinsiedlungshäuser planten er sowie die Architekten Falge, Ahlemann und Logemann und Friedrich Schumann im Norden sowie Bothe und Enno Huchting im Süden.
Nach dem Zweiten Weltkrieg plante er viele weitere rotsteinsichtige Wohnhäuser, zumeist noch in einem Stil des Traditionalismus.

## Bauten
- 1927–1928: Kath. Heilig-Geist-Kirche, Stedinger Straße 52 in Oldenburg[1]
- 1935 bis 1940: Siedlungsplanung von Grolland-Nord zwischen Storchennest und Gut Grolland sowie Planung einer größeren Anzahl der Eigenheime.
- 1937 bis 1940: Siedlungsplan und Wohnhäuser in Cäciliengroden, Ortsteil der Gemeinde Sande im Landkreis Friesland
- 1953–1966: Wohnhäuser in Bremen-Neu-Schwachhausen, Busestraße 1[2]
- 1954: Wohnanlage/Frauenwohnheim am Hauptmann-Böse Weg 33 in Bremen-Schwachhausen, Ortsteil Riensberg
- 1956: Reihenhäuser am Südrand der Bremer Gartenstadt Vahr zus. mit Wilhelm Wortmann
- 1960: Wohnanlage an der Falkenstraße 11–25 in Bremen-Mitte mit u. a. fünf achtgeschossigen Hochhäusern[3]
- 1960: Wiederaufbau der Stadtwaage Bremen zus. mit Herbert Anker
- 1960–1966: Wohnanlage Sparer-Dank in Bremen-Schwachhausen Kulenkampffallee/Koenenkampstraße 1 zusammen mit Gerhard Müller-Menckens und Gunter Müller[4]